# 262-й отдельный инженерный батальон
262-й отдельный инженерный батальон, он же до 11 февраля 1942 года 262-й отдельный инженерно-строительный батальон  — воинская часть в вооружённых силах СССР во время Великой Отечественной войны.

## История
В составе действующей армии с 5 июля 1941 по 20 октября 1942 года.
Направлен в Лугу, где с 6 июля 1941 года вошёл в состав Лужской оперативной группы, в течение июля - начала августа 1941 года занят на строительстве Лужского участка обороны. В последней декаде августа 1941 года, как и все войска группы попал в окружение, из которого вышел не ранее второй половины сентября 1941 года в полосе 54-й армии в районе Киришей
По восстановлении поступил в распоряжение 54-й армии, осуществлял  инженерное обеспечение войск армии в Тихвинских оборонительной и наступательной операциях,  Любанской наступательной операции.
Весь 1942 год ведёт боевые действия в составе 54-й армии в районе Погостья, после наступления в январе - марте 1942 года в том районе, совершенствует оборону на так называемом «погостьинском» выступе.
20 октября 1942 года переформирован в 11-й отдельный инженерно-сапёрный батальон.

## Подчинение
| Подчинение по месяцам | Подчинение по месяцам                                      | Подчинение по месяцам      | Подчинение по месяцам | Подчинение по месяцам |
| Дата                  | Фронт (округ)                                              | Армия                      | Корпус (группа)       | Примечания            |
| --------------------- | ---------------------------------------------------------- | -------------------------- | --------------------- | --------------------- |
| 10 июля 1941 года     | Северный фронт                                             | Лужская оперативная группа | -                     | -                     |
| 1 августа 1941 года   | Северный фронт                                             | Лужская оперативная группа | -                     | -                     |
| 1 сентября 1941 года  | Ленинградский фронт                                        | Южная оперативная группа   | -                     | -                     |
| 1 октября 1941 года   | -                                                          | -                          | -                     | данных нет            |
| 1 ноября 1941 года    | -                                                          | -                          | -                     | данных нет            |
| 1 декабря 1941 года   | -                                                          | -                          | -                     | данных нет            |
| 1 января 1942 года    | Волховский фронт                                           | 54-я армия                 | -                     | —                     |
| 1 февраля 1942 года   | Волховский фронт                                           | 54-я армия                 | -                     | —                     |
| 1 марта 1942 года     | Волховский фронт                                           | 54-я армия                 | -                     | —                     |
| 1 апреля 1942 года    | Волховский фронт                                           | 54-я армия                 | -                     | —                     |
| 1 мая 1942 года       | Ленинградский фронт (Группа войск Волховского направления) | 54-я армия                 | -                     | -                     |
| 1 июня 1942 года      | Ленинградский фронт (Волховская группа войск)              | 54-я армия                 | -                     | -                     |
| 1 июля 1942 года      | Волховский фронт                                           | 54-я армия                 | -                     | -                     |
| 1 августа 1942 года   | Волховский фронт                                           | 54-я армия                 | -                     | -                     |
| 1 сентября 1942 года  | Волховский фронт                                           | 54-я армия                 | -                     | -                     |
| 1 октября 1942 года   | Волховский фронт                                           | 54-я армия                 | -                     | -                     |

## Другие инженерно-сапёрные воинские части с тем же номером
- 262-й отдельный сапёрный батальон 42-й стрелковой дивизии 1-го формирования
- 262-й отдельный сапёрный батальон 42-й стрелковой дивизии 2-го формирования
- 262-й отдельный инженерно-сапёрный батальон